# Mistrzostwa Świata w Narciarstwie Klasycznym 1991
Mistrzostwa Świata w Narciarstwie Klasycznym 1991 miały miejsce w dniach 7 – 17 lutego 1991 we włoskim Val di Fiemme.
Podczas tych mistrzostw ponownie wprowadzono bieg kobiet na 5 km. Wprowadzono także bieg mężczyzn na 10 km. Były to także pierwsze od 1939 mistrzostwa w których brały udział zjednoczone Niemcy.

## Biegi narciarskie

### Biegi narciarskie mężczyzn
| Konkurencja              | Data           | Złoto                                                                             | Srebro                                                                              | Brąz                                                                                   |
| ------------------------ | -------------- | --------------------------------------------------------------------------------- | ----------------------------------------------------------------------------------- | -------------------------------------------------------------------------------------- |
| 10 km techniką klasyczną | 11 lutego 1991 | Terje Langli 25:55.0                                                              | Christer Majbäck 25:59.7                                                            | Torgny Mogren 26:01.5                                                                  |
| 15 km techniką dowolną   | 9 lutego 1991  | Bjørn Dæhlie 36:57.2                                                              | Gunde Svan 37:05.6                                                                  | Władimir Smirnow 37:07.8                                                               |
| 30 km techniką klasyczną | 7 lutego 1991  | Gunde Svan 1:16:12.4                                                              | Władimir Smirnow 1:16:17.3                                                          | Vegard Ulvang 1:16:32.8                                                                |
| 50 km techniką dowolną   | 17 lutego 1991 | Torgny Mogren 2:03:31.6                                                           | Gunde Svan 2:03:48.8                                                                | Maurilio De Zolt 2:04:01.7                                                             |
| Sztafeta 4 × 10 km       | 15 lutego 1991 | Norwegia · Øyvind Skaanes · Terje Langli · Vegard Ulvang · Bjørn Dæhlie 1:39:47.3 | Szwecja · Thomas Eriksson · Christer Majbäck · Gunde Svan · Torgny Mogren 1:41:39.1 | Finlandia · Mika Kuusisto · Harri Kirvesniemi · Jari Isometsä · Jari Räsänen 1:42:10.0 |

### Biegi narciarskie kobiet
| Konkurencja              | Data           | Złoto                                                                              | Srebro                                                                                    | Brąz                                                                                        |
| ------------------------ | -------------- | ---------------------------------------------------------------------------------- | ----------------------------------------------------------------------------------------- | ------------------------------------------------------------------------------------------- |
| 5 km techniką klasyczną  | 12 lutego 1991 | Trude Dybendahl 14:04.2                                                            | Marja-Liisa Kirvesniemi 14:04.9                                                           | Manuela Di Centa 14:24.1                                                                    |
| 10 km techniką dowolną   | 10 lutego 1991 | Jelena Välbe 28:25.9                                                               | Marie-Helene Westin 28:59.4                                                               | Tamara Tichonowa 29:06.5                                                                    |
| 15 km techniką klasyczną | 8 lutego 1991  | Jelena Välbe 44:58.5                                                               | Trude Dybendahl 46:02.4                                                                   | Stefania Belmondo 46:31.4                                                                   |
| 30 km techniką dowolną   | 16 lutego 1991 | Lubow Jegorowa 1:20:26.8                                                           | Jelena Välbe 1:21:02.4                                                                    | Manuela Di Centa 1:21:15.3                                                                  |
| Sztafeta 4 × 5 km        | 15 lutego 1991 | ZSRR · Lubow Jegorowa · Raisa Smietanina · Tamara Tichonowa · Jelena Välbe 55:36.6 | Włochy · Bice Vanzetta · Manuela Di Centa · Gabriella Paruzzi · Stefania Belmondo 56:22.5 | Norwegia · Solveig Pedersen · Inger Helene Nybråten · Elin Nilsen · Trude Dybendahl 56:34.5 |

## Kombinacja norweska
| Konkurencja                    | Data          | Złoto                                                     | Srebro                                                   | Brąz                                                    |
| ------------------------------ | ------------- | --------------------------------------------------------- | -------------------------------------------------------- | ------------------------------------------------------- |
| 15 km metodą Gundersena        | 7 lutego 1991 | Fred Børre Lundberg                                       | Klaus Sulzenbacher                                       | Klaus Ofner                                             |
| Kombinacja drużynowa 3 × 10 km | 8 lutego 1991 | Austria · Günther Csar · Klaus Ofner · Klaus Sulzenbacher | Francja · Francis Repellin · Xavier Girard · Fabrice Guy | Japonia · Reiichi Mikata · Masashi Abe · Kazuoki Kodama |

## Skoki narciarskie
| Konkurencja                       | Data           | Złoto                                                                             | Srebro                                                                               | Brąz                                                                           |
| --------------------------------- | -------------- | --------------------------------------------------------------------------------- | ------------------------------------------------------------------------------------ | ------------------------------------------------------------------------------ |
| Normalna skocznia – indywidualnie | 16 lutego 1991 | Heinz Kuttin 222.9                                                                | Kent Johanssen 222.0                                                                 | Ari-Pekka Nikkola 219.6                                                        |
| Duża skocznia – indywidualnie     | 10 lutego 1991 | Franci Petek 217.5                                                                | Rune Olijnyk 216.3                                                                   | Jens Weißflog 210.0                                                            |
| Duża skocznia drużynowo           | 8 lutego 1991  | Austria · Heinz Kuttin · Ernst Vettori · Stefan Horngacher · Andreas Felder 567.6 | Finlandia · Ari-Pekka Nikkola · Raimo Ylipulli · Vesa Hakala · Risto Laakkonen 562.8 | Niemcy · Heiko Hunger · André Kiesewetter · Dieter Thoma · Jens Weißflog 549.4 |

## Klasyfikacja medalowa
| Pozycja | Państwo    | Złoto | Srebro | Brąz | Razem |
| ------- | ---------- | ----- | ------ | ---- | ----- |
| 1       | Norwegia   | 5     | 3      | 2    | 10    |
| 2       | ZSRR       | 4     | 2      | 2    | 8     |
| 3       | Austria    | 3     | 1      | 1    | 5     |
| 4       | Szwecja    | 2     | 5      | 1    | 8     |
| 5       | Jugosławia | 1     | 0      | 0    | 1     |
| 6       | Finlandia  | 0     | 2      | 2    | 4     |
| 7       | Włochy     | 0     | 1      | 4    | 5     |
| 8       | Francja    | 0     | 1      | 0    | 1     |
| 9       | Niemcy     | 0     | 0      | 2    | 2     |
| 10      | Japonia    | 0     | 0      | 1    | 1     |